# Darstellungsvernetzung
Darstellungsvernetzung bezeichnet in der Mathematikdidaktik jede Handlung, bei der unterschiedliche Darstellungsformen desselben mathematischen Gegenstandes miteinander in Verbindung gebracht werden. Mathematikspezifische Darstellungsvernetzung geht aus dem allgemeindidaktischen E-I-S-Schema nach Jerome Bruner und der Sprachförderung im Fachunterricht nach Josef Leisen hervor.

## Arten von Darstellungen
Die Arten von Darstellungen, die beim mathematikdidaktischen Prinzip der Darstellungsvernetzung unterschieden werden, basieren auf dem Lesh Translation Model, welches zuerst 1979 eingeführt wurde. Unterschieden werden
- Symbolisch-algebraische Darstellungen, also z. B. Formeln,
- Symbolisch-numerische Darstellungen, also z. B. Zahlen in Tabellen,
- Verbale Darstellungen, also textuelle Beschreibungen von mathematischen Inhalten,
- Gegenständliche Darstellungen, also enaktive Darstellungen entsprechend des E-I-S-Schemas,
- Bildliche Darstellungen, worunter sowohl Abbildungen von Sachkontexten als auch mathematikspezifische Abbildungen wie Funktionsgraphen zusammengefasst sind.

## Funktionen von Darstellungsvernetzung
Darstellungen können als Lernhilfe dienen, was auch schon aus dem E-I-S-Schema folgt. Das bedeutet, dass sie dabei helfen, den eigentlichen Lerngegenstand besser zu verstehen. Beispielsweise kann ein Anteilsbild dabei helfen, Brüche besser zu verstehen.
Im Kontrast dazu stellen Darstellungen auch Lerngegenstände bzw. Lernstoff dar, müssen also erst erlernt werden. So müssen Schüler zum Beispiel erst erlernen, wie sie in einer Sachaufgabe die mathematischen Inhalte, die in verbaler Darstellung vorliegen, in eine symbolische Darstellung übersetzen, bevor sie Sachaufgaben sinnvoll lösen können.
Die Verwendung verschiedener Darstellungen sowie das Wechseln zwischen diesen kann auch ein eigenes Lernziel darstellen. So ist beispielsweise der „Umgang mit Darstellungen“ ein Lernziel des Kernlehrplans in Nordrhein-Westfalen.
Schließlich kann anhand von Darstellungswechseln auch das fachliche Verständnis von Schülern diagnostiziert werden.
Darstellungsvernetzung meint dabei mehr als nur das Nebeneinanderstellen oder implizite Wechseln zwischen Darstellungen. Andere Vernetzungsaktivitäten sind das bewusste Übersetzen von einer Darstellungsform in eine andere sowie das „Vernetzen von Darstellungen durch explizites Erklären der Verknüpfung“.